# Luca Marianantoni
Luca Marianantoni (Firenze, 30 aprile 1967) è un giornalista e blogger italiano.

## Biografia
Coltiva fin da piccolo la passione per lo sport e il tennis in particolare, archiviando una mole impressionante di dati e conservando con cura maniacale giornali, almanacchi e riviste fin dalla prima metà degli anni settanta. Possiede il più grande database privato sullo sport con archivi dedicati al calcio, tennis, formula 1, ciclismo, sci, atletica, nuoto e pugilato. Questa sua particolare esigenza, lo ha reso nel tempo uno dei maggiori esperti di statistiche sportive.

## Carriera giornalistica
Intraprende la carriera giornalistica nel 1989 quando viene scelto da Rino Tommasi che lo fa debuttare su TV Koper-Capodistria al torneo Monte-Carlo Rolex Masters.
Nel 1990 comincia a collaborare con tutte le più importanti testate giornalistiche specializzate (Match-Ball, Il Grande Tennis e Match-Point) e a far parte degli uffici stampa dei tornei Atp di Milano e Firenze.
Dalla nascita (il 26 agosto 1997) collabora quotidianamente con il sito de La Gazzetta dello Sport firmando oltre al tennis, le rubriche "Accadde oggi" e la "Statistica del giorno". 
Nei primi anni di vita del sito della rosea collabora alla supervisione generale di tutti gli speciali pubblicati sul web con particolare riguardo ai Campionati del Mondo di calcio 2002.
Tra il 1989 e il 2013 ha seguito come inviato 46 tornei del Grand Slam assistendo a incontri che hanno fatto la storia del tennis e che hanno avuto come protagonisti tutti i più grandi campioni dell'Era Open da Jimmy Connors a John McEnroe, da Ivan Lendl a Pete Sampras, da Andre Agassi a Roger Federer, da Rafael Nadal a Novak Djokovic.

## Autore
Nel 1990, con il collega e amico Ubaldo Scanagatta, pubblica i programmi ufficiali di gran parte dei tornei Atp italiani; dal 1996 pubblica l'almanacco statistico, poi divenuto libro, sulla storia degli Internazionali d'Italia che nel 2010 giunge alla 16ª edizione.
Nel 2004 collabora con la Treccani per la stesura dell'Enciclopedia dello Sport, con Ansa e con il Messaggero; nel 2006 con la Panini per una collana legata alla storia dei Campionati del Mondo di calcio e con RCS per la collana "110 anni di gloria". Nel 2007 e nel 2012, sempre con Ubaldo Scanagatta, pubblica il libro "50 anni di Credito Sportivo, Mezzo secolo di campioni". Nel 2009 collabora alla produzione della collana di 30 dvd sulle grandi rivalità del tennis. Nel 2010 allestisce per conto della Federazione Italiana Tennis la mostra "100 anni di tennis" e nel 2011 debutta su gazzetta.it con il blog "Score, tutti i numeri del tennis". Nel 2012 collabora alla stesura del libro "Roger" edito da RCS e nel 2013 a quello su "Rafa" Nadal.
| Controllo di autorità | VIAF (EN) 3186156434631412120009 · ISNI (EN) 0000 0004 9659 9352 · GND (DE) 1191386902 |